# Rio Avoca
O rio Avoca é um rio que drena grande parte do estado de Victoria. Este rio nasce no sopé do Monte Lonarch nas Cordilheiras Centrais, próximo da cidade de Amphitheatre. Embora pertença à bacia do rio Murray-Darling, o Avoca não desagua no Murray.